# 阿什肯納茲式希伯來語
阿什肯納茲式希伯來語（羅馬化：Hagiyya Ashkenazit，羅馬化：Ashkenazishe Havara）是一個阿什肯納茲猶太人在禮拜儀式及學習妥拉時慣常使用以朗讀及學習聖經希伯來語及塔木德希伯來語的發音系統。迄今它在某些哈雷迪猶太教社區仍然是一個礼仪语言，甚至與現代希伯來語並存，即使其使用率在以色列外的哈雷迪猶太人之間大比率地下降。

## 特徵
由於這種語言跟現代希伯來語平衡使用，其語音學上與現代希伯來語的差異可清楚的留意到，分別如下：
- א‬ ʾālep̄ 和 ע‬ ʿáyin 在現代希伯來語讀成聲門塞音[ʔ]時在阿什肯納茲式希伯來語大部分變體中所有情況之下皆無音[1]。試比較立陶宛口音的 Yisroeil 或 波蘭—加利西亞口音的 Yisruayl 與現代口音 Yisra'el 的差異。而荷蘭口音（以及過往美因河畔法兰克福口音）的希伯來語例外，而這很可能受到當地西班牙和葡萄牙猶太人（英语：Spanish and Portuguese Jews）的影響，因為他們傳統上把‘āyin讀成軟顎鼻音[ŋ]。
- 除非有Dagesh點（英语：Dagesh） 存在，ת‬ ṯāw 才會讀成[t]，否則ת‬在阿什肯納茲式希伯來語會讀為[s]。這在某些方面，這和也門猶太人和東方猶太人（英语：Mizrahi Hebrew）某些流派讀音相同，但要留意的是他們會把有Dagesh點的ת‬讀成清齒無噝擦音[θ]。在現代希伯來語ת‬永遠讀成[t]。
- אֵ‬ ṣerê /e/ 在塞法迪猶太人會讀成[e]時阿什肯納茲人會讀成[ej]或[aj]。現代希伯來文發音標準在這兩種發音之間：如拉脫維亞發音Omein對比波蘭──加利西亞發音Umayn對比現代以色列發音Amen。
- אָ‬ qāmeṣ gāḏôl /a/ 在阿什肯納茲發音讀成[ɔ]（在南阿什肯納茲方言一定是[u]），就如也门希伯来语和提比里亞希伯來語（英语：Tiberian Hebrew）發音，而在現代希伯來語讀成[a]。（比較Dovid（拉脫維亞音）和Duvid（波蘭──加利西亞音）和David（現代發音））
- אֹ‬ ḥôlam按方言分支可讀[au]、[ou]、[øi]、[oi]、[ei]，相對於塞法迪猶太人和現代發音的[o]（不過美國有不少立陶宛猶太人和非哈西廸猶太人也讀[o]）以及也門猶太人的[øː]。（對比Moshe和Moishe。）
- 無重音的אֻ‬ qubbuṣ和וּ‬ shuruq /u/不時變成[i]（在東南方言比較常見，東北方言的這個元音沒有變化），而在其他情況讀/u/，在匈牙利或Oberlander方言則所有情況下皆是[y]
- 詞末אֵ‬ tzere /e/ 和אִ‬ hiriq /i/有混淆。（Tishrei vs. Tishri；Sifri vs. Sifre）